# 毛坦厂镇
毛坦厂镇位于中国安徽省六安市金安区，毛坦厂镇总面积59.6平方公里，总人口35096人。毛坦厂镇辖7个村，1个社区。“毛坦厂”为“茅滩场”的谐音。名胜古迹有毛坦厂明清老街等。中国教育界闻名遐迩的毛坦厂中学即位于本镇，近20年来“毛中现象”成为高中教育研究和高考制度研究的热门话题。毛坦厂周边十里八乡重教劝学传统深厚而悠久。元朝开始，有用“厂”字命名机构或地方的现象，明朝尤甚，例如地方有六安的木厂镇、毛坦厂镇，机构有东厂西厂，此“厂”并无工厂之义。2007年5月，毛坦厂镇成为第3批中国历史文化名镇。

## 行政区划
毛坦厂镇辖有7个行政村，分别为东石笋、李家冲、浸堰、八角塘、大山寨、朱砂冲、青山堰。